# Кабарнет
Кабарнет — місто в провінції Рифт-Валлі, Кенія. Адміністративний центр графства Баринго. У 2010 році населення міста становило 10 132 особи. Розташовується на східній околиці долини Керіо.
Місто-побратим — Гюрт, Німеччина.